# Водні рослини

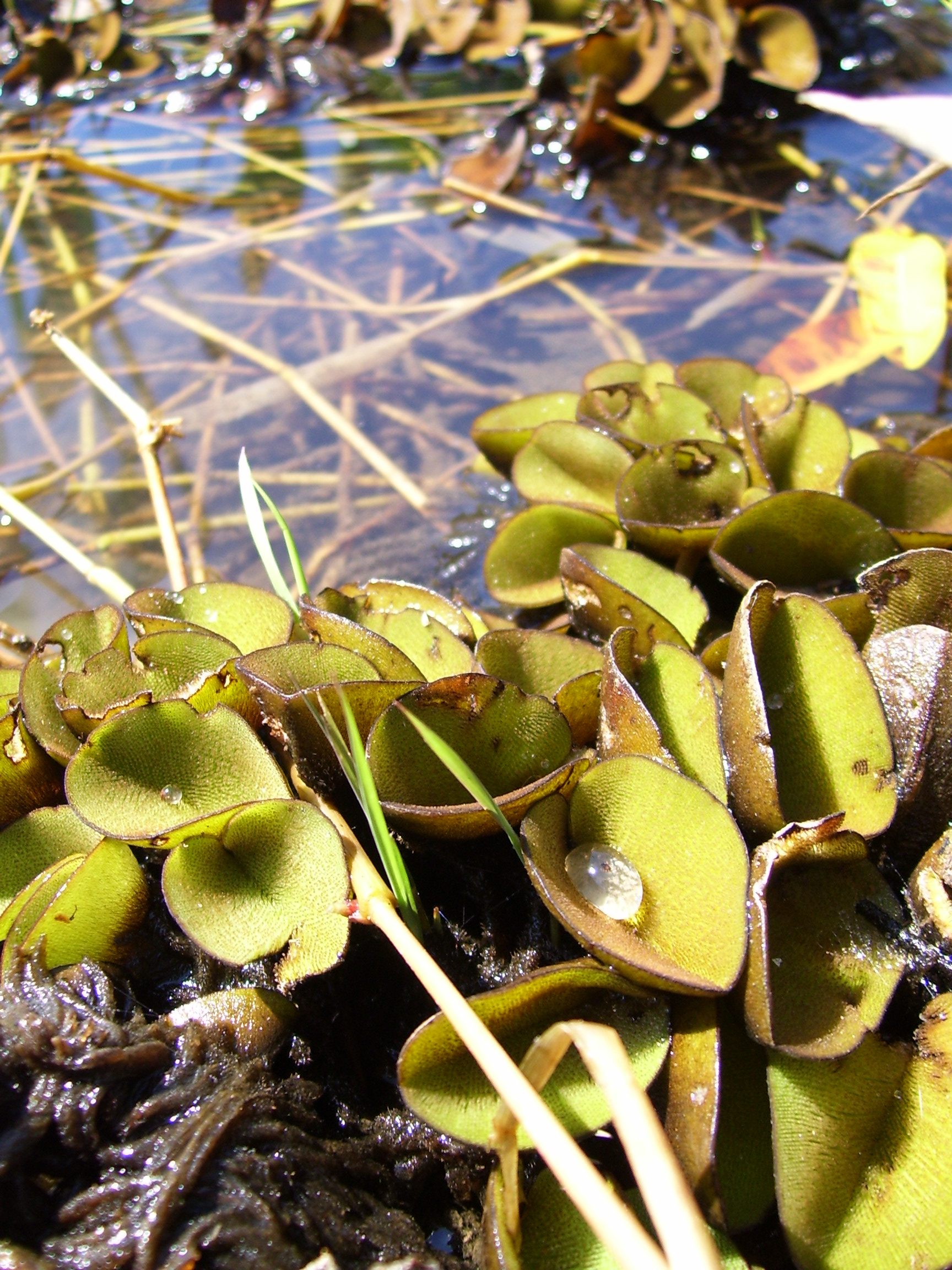
Salvinia auriculata

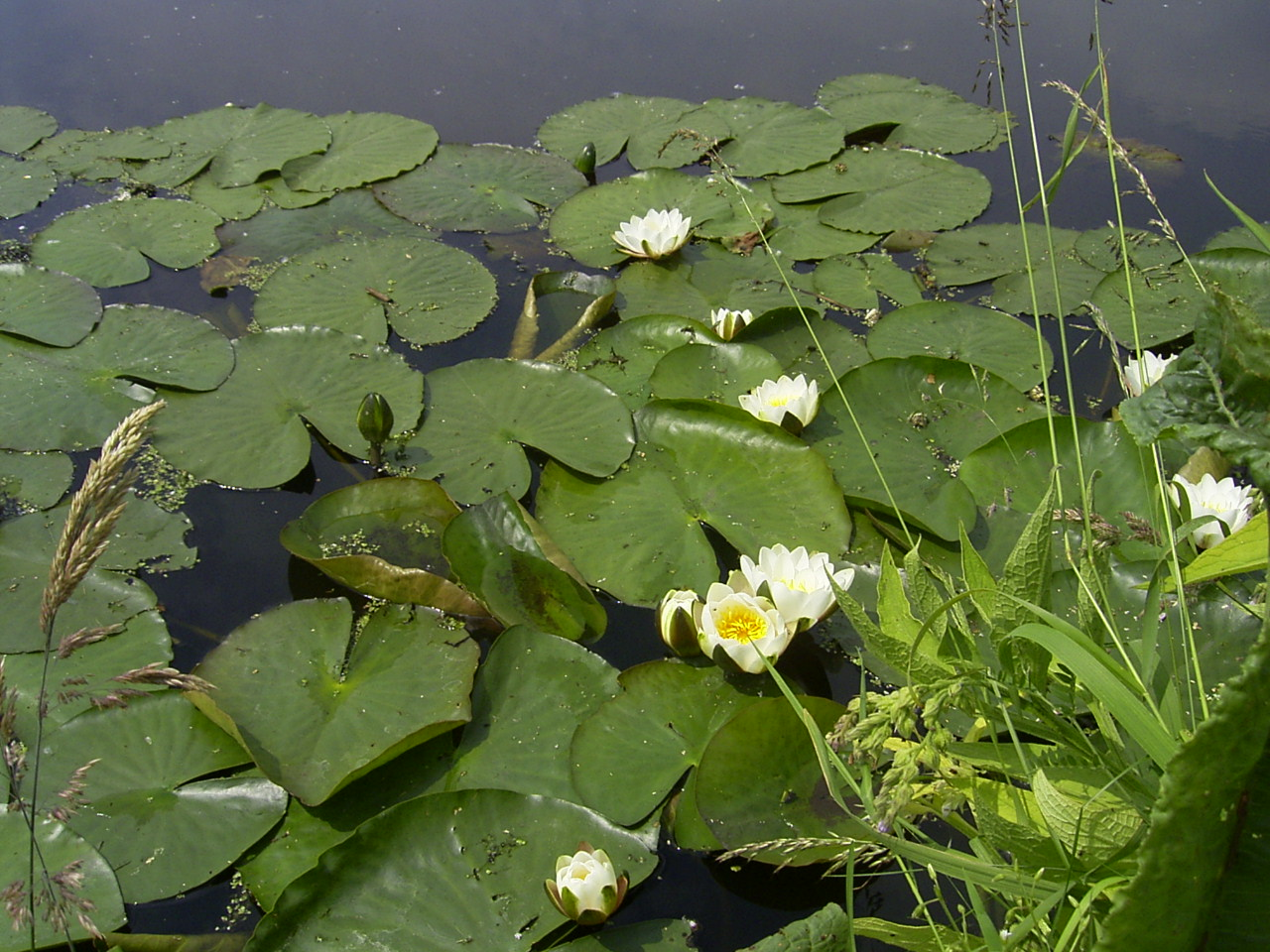
Nymphaea alba

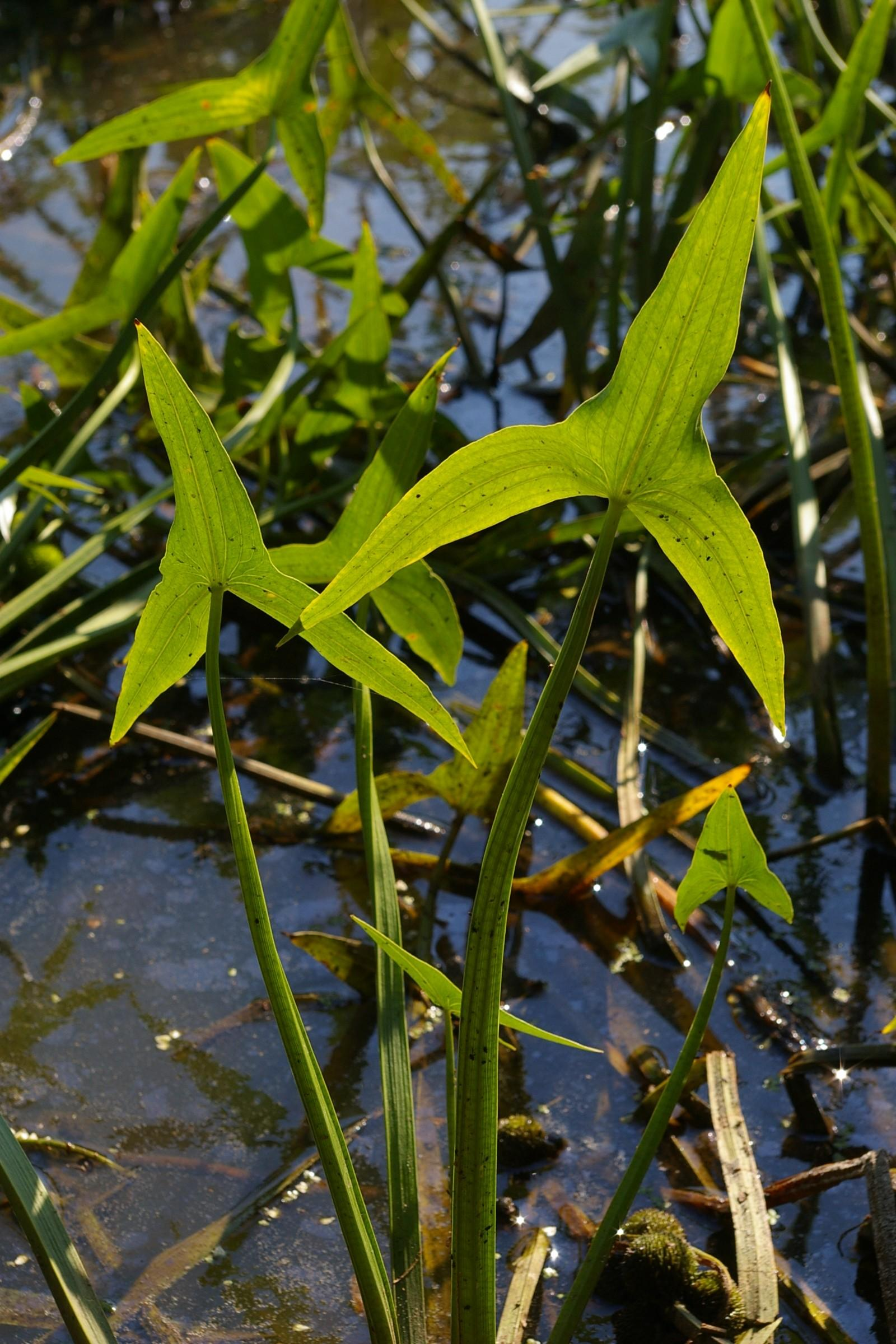
Стрілиця звичайна

Водяні рослини — рослини, які ростуть у воді.
Серед них розрізняють:
- Гідрофіти — рослини, що занурені у воду лише нижньою частиною,
- Гідатофіти — рослини повністю або більшою своєю частиною занурені у воду.

Проживання у водному середовищі зумовило особливі риси організації водних рослин: значне збільшення поверхні тіла у порівнянні з його масою, що полегшує поглинання необхідних кількостей кисню та інших газів, яких у воді міститься менше, ніж у повітрі. Збільшення поверхні тіла досягається розвитком великих тонких листів (деякі рдести), розчленуванням листової пластинки на тонкі ниткоподібні ділянки (водопериця, кушир, водні жовтці); продирявлюванням листя або спеціальною повітроносною тканиною — аеренхімою із сильним розвитком повітроносних порожнин і великих міжклітинників .

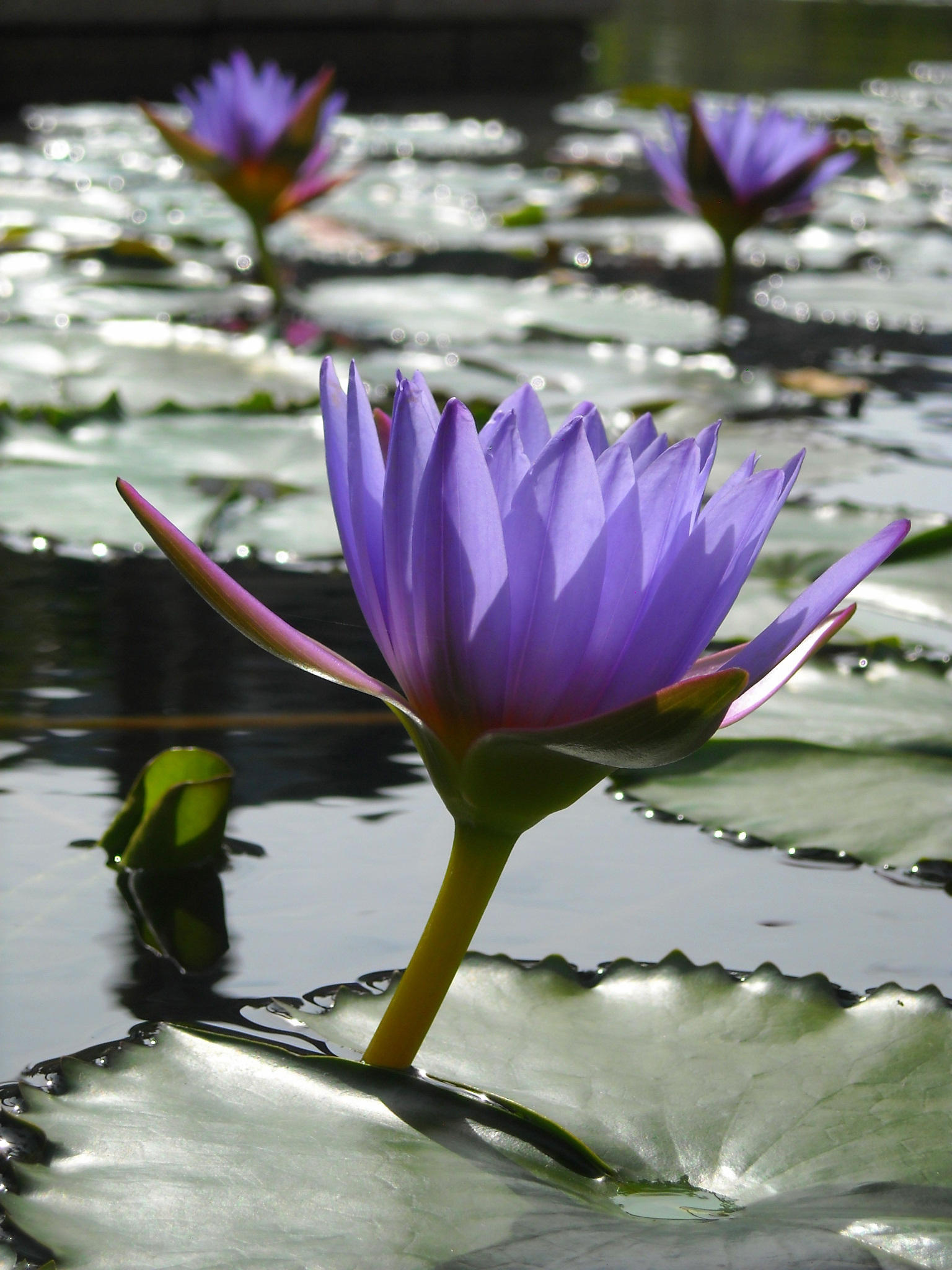

У водяних рослин сильно розвинена різнолистність (Гетерофілія): підводні, плаваючі та повітряні листя на одній і тій самій рослині значно різняться як щодо внутрішньої, так і за зовнішньою будовою. Так, підводне листя не мають продихів; в плаваючих на поверхні води листях продихи знаходяться тільки на верхній стороні, на повітряних листях продихи — на обох сторонах. Велика щільність водного середовища обумовлює слабкий розвиток механічних елементів в листках і стеблах водних рослин. Нечисленні механічні елементи, наявні в стеблах, розташовані ближче до центру, що надає їм більшу гнучкість. Позаяк інтенсивність світла у воді різко знижується, у багатьох водних рослин в клітинах епідермісу є хлоропласти. У водяних рослин слабко розвинені або навіть відсутні судини в провідних пучках. Слабо розвинена і коренева система, а кореневі волоски відсутні.
Майже всі водяні рослини — багаторічники, що розмножуються вегетативно. Деякі водяні рослини (наяда, кушир) запилюються під водою; у інших квітки піднімаються над водою, де і відбувається запилення. Деякі водяні рослини пристосувалися до періодичного висихання водойм (наприклад, частуха, стрілиця, настурція).
У флорі колишнього СРСР налічується понад 260 видів квіткових водяних рослин, переважно однодольних. Насіння та плоди поширюються птахами або водними течіями.

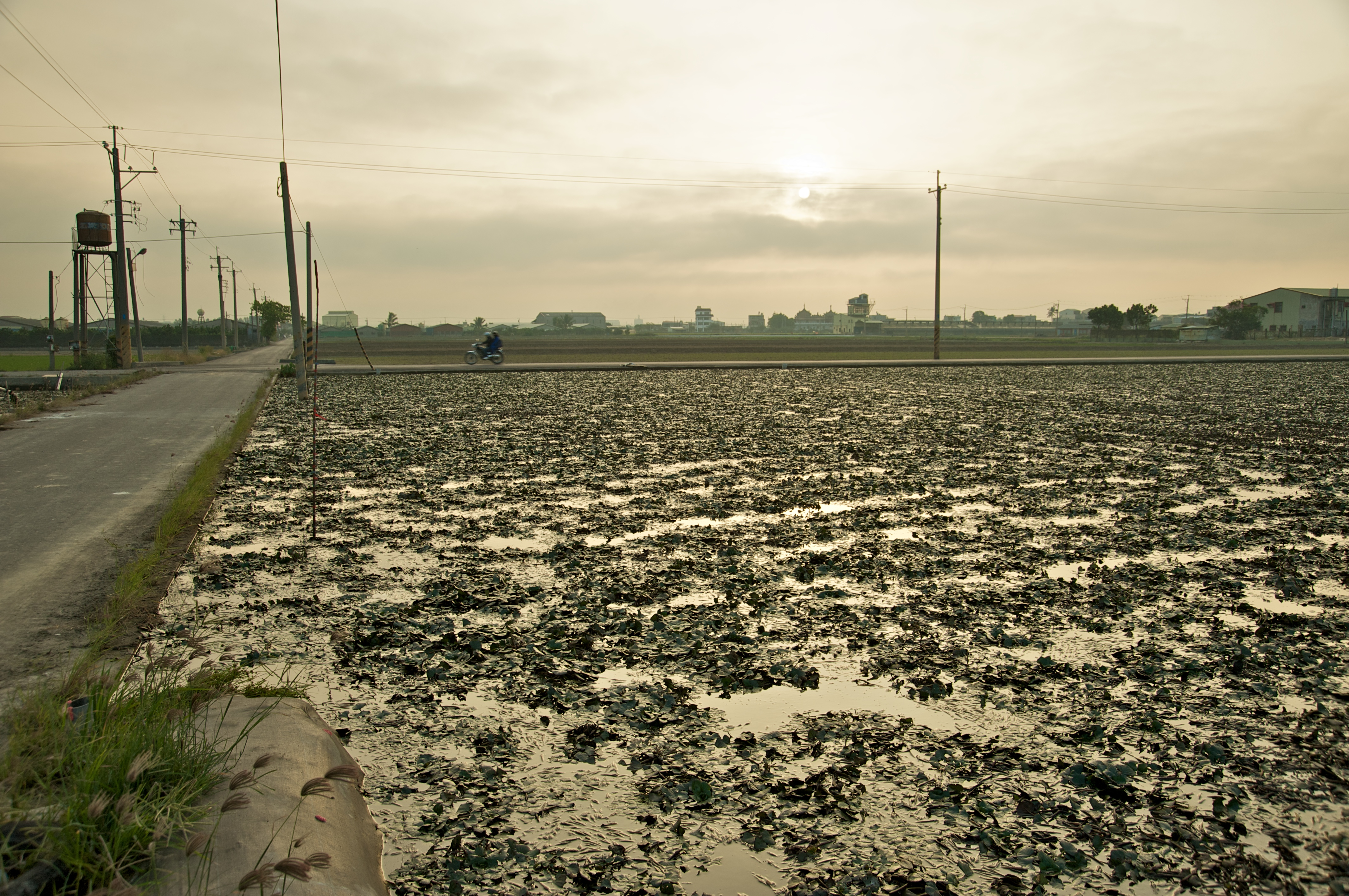
Водяний горіх на водяному полі в місті Тайнань

Серед водяних рослин є корисні; їстівні насіння водяного горіха, кореневища сусаку, зернівки злаку манника та ін.
Насіння та плоди багатьох водяних рослин служать кормом для деяких птахів; а відмерлими залишками водяних рослин часто харчуються безхребетні тварини, які є їжею рибам.
Водяні рослини відіграють роль у самоочищенні басейнів, хоча іноді (наприклад, Елодея, деякі види рдестів) і самі можуть бути шкідливими при сильному розростанні їх у водоймах і особливо у водосховищах. Для попередження швидкого і небажаного розповсюдження заростей, водяні рослини викошують спеціальними водними косарками; скошені водні рослини іноді вживають на корм худобі. Багато водних рослин розводять в акваріумах. До водяних рослин відносяться також багато водоростей (наприклад, зелені і синьозелені), які, сильно розростаючись, можуть викликати замор риби і заростання каналів і ставків-охолоджувачів теплових електростанцій. Іноді для очищення каналів та інших водойм розводять рослиноїдні види риб (білий амур і білий товстолобик). Для знищення водяних рослин використовують також гербіциди. Для водяних рослин, що є кормом для риб, розроблена спеціальна агротехніка.

## Плейстофіти
Плейстофіти (Pleustophytes) — це рослини, які не закріплені коренями і вільно плавають у товщі води або на її поверхні. Представники: ряска, роголисник занурений, пухирник, сальвінія.